# Habenaria barrina
Habenaria barrina är en orkidéart som beskrevs av Henry Nicholas Ridley. Habenaria barrina ingår i släktet Habenaria och familjen orkidéer. Inga underarter finns listade i Catalogue of Life.